# RJO Willem II/RKC
De RJO Willem II/RKC was de regionale jeugdopleiding van  Willem II en RKC Waalwijk, opgericht in het seizoen 2009-10.

## Achtergrond
RJO Willem II/RKC ging van start in het seizoen 2009-10. Met het samenvoegen van de twee toenmalige regionale jeugdopleidingen hebben de clubs tot doel talenten uit het achterland een betere doorstroommogelijkheid te bieden naar de A-selecties de clubs. Verder willen de clubs de concurrentiepositie te verbeteren ten opzichte van andere jeugdopleidingen, omdat er met de gezamenlijke opleiding een kwalitatief hoogwaardiger opleiding zou zijn ontstaan en talenten op een hoger niveau zouden kunnen worden opgeleid.
De Regionale Jeugdopleiding Willem II/RKC leiden jonge spelers op vanaf de D-pupillen tot aan de A-junioren. In het seizoen 2012-2013 spelen alle hoogste selectieteams in de hoogst mogelijke competities in Nederland. Na het seizoen 2013/14 werd de gezamenlijke opleiding gestaakt.

## Doorgestroomde spelers
Willem II
- Virgil Misidjan (Ludogorets)
- Jeroen Lumu (Delhi Dynamos)
- Ricardo Ippel (MVV)
- Mattijs Branderhorst (Willem II)
- Ryan Sanusi (Sparta)
- Justin Mathieu (Cambuur)
- Rangelo Janga (KAA Gent)
- Frenkie de Jong (Ajax)
- Wout Weghorst  ( Wolfsburg)

RKC Waalwijk
- Kenny Anderson (RKC Waalwijk)
- Philippe van Arnhem (RKC Waalwijk)
- Ingo van Weert (RKC Waalwijk)